# Vicariato di Settimo
Il Vicariato di Settimo era una particolare ripartizione dello Stato di Milano, solo per alcuni aspetti afferente al Principato di Pavia.

## Storia
Nel caotico mondo del feudalesimo tardo medievale, le soluzioni di compromesso nel governo delle zone di confine non erano rare. I territori degli odierni comuni di Gualdrasco e Zeccone, pur culturalmente e religiosamente pavesi, furono oggetto delle mire strategiche di Milano. Non trovando la contesa un vincitore, la terra divenne un condominio fra le due città, con una preminenza di quella meneghina sugli affari economici e di quella pavese su quelli giudiziari.
Tale assetto tradizionale, perdurato per secoli, non sopravvisse alle riforme razionalizzatrici di Maria Teresa d'Austria volte ad ottenere un regolare ed uniforme prelievo fiscale. La riforma al governo della città e provincia di Pavia del 1756 stabilì il passaggio del vicariato alla provincia di Pavia a pieno titolo, mentre dal lato milanese subivano la sorte inversa Besate e Mettone.
Nei suoi ultimi quattro decenni d'esistenza, il vicariato costituì quindi una delle ripartizioni della provincia pavese.